# Alchemilla hayirlioglorum
Alchemilla hayirlioglorum är en rosväxtart som beskrevs av Kalheber. Alchemilla hayirlioglorum ingår i släktet daggkåpor, och familjen rosväxter. Inga underarter finns listade i Catalogue of Life.